# 極軸望遠鏡
極軸望遠鏡（きょくじくぼうえんきょう、Polar Scope ）は、赤道儀式架台の極軸に組み込まれ極軸合わせに使用する小型望遠鏡のことである。

## 必要性
赤道儀式架台は極軸を天の極に向けることで極軸の回転だけで天体を追尾できるものであり、観測前に極軸を天の極に向ける極軸合わせをする必要がある。これを短時間で精度良く行うため、市販されている赤道儀式架台の大部分には極軸に小望遠鏡が組み込まれ、もしくはオプション扱いになっている場合がある。用意されない赤道儀は移動観測には非常に不便であるが、庭などに据え付けられる場合には有無にそれほどこだわらなくても良い。

## 北半球での使用法
方位磁針などで北を把握し空を見ると、自分のいる土地の緯度と同じ高度に北極星（ポラリス）が見える。2等級と明るく、近くに明るい星はないのですぐに分かるはずである。正確に言うと方位磁針は正確な北よりも西にずれた方角を指す。
肉眼で北極星を発見できたら、極軸がだいたい北極星の方向を向くように赤道儀式架台を地面に設置する。地面が柔らかい時は沈み込んだりしないよう先端を地中に沈められるだけ沈め、または石などの硬いものの上に置く必要がある。極軸望遠鏡を覗くといくつかの星とスケールパターンが見える。星が円板状に面積を持って見えたり、スケールが不鮮明であったら極軸望遠鏡の接眼レンズ付近にある視度リングを回して鮮明に見えるよう調整する。一番明るい星が北極星であるが、自信が持てない場合は片目で極軸望遠鏡を覗いたままもう片方の目も開き、裸眼で見ている北極星が極軸望遠鏡の視野中心と一致させる。極軸望遠鏡の視野に北極星が入っていれば観望用には充分な精度がある。
誤差がある場合には天体の日周運動を極軸微動だけでは追尾できず時々赤緯微動で修正する必要が出る。長時間の本格的観測や写真撮影の場合は失敗を防ぐために極軸を合わせ直した方が無難である。昼間、遠い対象を十字の中心に入れて極軸を回転させた場合に十字から対象がずれたら極軸望遠鏡が狂っているためメーカーに修理してもらう必要がある。
極軸望遠鏡にはスケールが入っており、これでさらに精度を上げられる。スケールの方式はメーカーによって違う。
- 時角方式 - 方向を、24時間で1周する時計の文字盤に例えて「何時何分の方向」と表すことがあり、これを時角という[1]。星は日周運動により規則的に約23時間56分4秒で反時計回りに1周しているため、月日時分を特定することで北極星が天の北極に対してどの方向にあるのかが分かる[1]。星座早見などでその時角を求め、極軸望遠鏡のパターンでその方向に向ける[1][2]。赤道儀式架台自身に時角を求める機構が内蔵されている場合もある[1]。
- 位置関係方式 - 面倒な時角の割り出しや水平出しが不要である[1]。
  - ケンコー - 北極星以外の2つの星を併せてパターンに取り入れている[1]。
  - 五藤光学研究所 - マークXでは、視野内に描かれた北斗七星やカシオペヤ座と実物との傾き具合を合わせ、上下水平微動で北極星を所定の場所に導くだけで極軸合わせが完了する[1]。